# Orimarga (Orimarga) taiwanensis
Orimarga (Orimarga) taiwanensis is een tweevleugelige uit de familie steltmuggen (Limoniidae). De soort komt voor in het Oriëntaals gebied.